# Глизе 588
Глизе 588 (англ. GJ 588) — одиночная звезда в созвездии Волка. Находится на расстоянии приблизительно 19,3 световых лет (около 5,92 пк) от Солнца. Видимая звёздная величина звезды — +9,311m.

## Характеристики
Глизе 588 —  красный карлик спектрального класса M0, или M2,5V, или M3. Масса — около 0,47 солнечной, радиус — около 0,46 солнечного, светимость — около 0,025 солнечной. Эффективная температура — около 3459 K.

## Планетная система
11 июня 2019 года две планеты были обнаружены методом лучевой скорости вместе с другими 118-ю планетами вокруг красных карликов.
В 2019 году учёными, анализирующими данные проектов HIPPARCOS и Gaia, у звезды обнаружена планета GJ 588 d.

## Ближайшее окружение
Следующие звёздные системы находятся на расстоянии в пределах 10 световых лет: Глизе 570 ABC — 7,1 св. лет, Глизе 674 — 7,8 св. лет, Глизе 667 ABC — 8,6 св. лет, 36 Змееносца ABC — 8,6 св. лет.